# Ottfried Fischer
Ottfried Fischer (* 7. listopadu 1953 Ornatsöd, Německo) je německý herec, konferenciér a humorista.

## Život
Své dětství strávil na statku svých rodičů. Jeho otec byl zemědělcem a pocházel z Paderbornu. Po maturitě v Passau začal Fischer studovat na právnické fakultě, své studium ovšem brzo přerušil a založil v roce 1976 se skupinou přátel divadelní spolek „Hinterhoftheater“, ve kterém občas vystupoval jako herec.
V roce 1983 ho kabaretista Werner Schneyder pozval do svého televizního pořadu Meine Gäste und ich. Své první sólové vystoupení jako konferenciér a humorista měl Fischer v roce 1989 se svým programem Was tun. S tímto pořadem byl na turné v Německu a Rakousku.
Mezitím začal účinkovat jako herec v různých televizních filmech a seriálech, například „Zeit genug“, „Irgendwann und Sowieso“ nebo „Zur Freiheit“. Od roku 1987 si zahrál i v kinofilmech: Zärtliche Chaoten (1987), Ein Prachtexemplar (1989), Café Europa (1990), Go Trabi Go (1990), Das schreckliche Mädchen (1990) a Superstau (1991).
V roce 1993 hrál hlavní roli v seriálu Ein Bayer auf Rügen. Na jaře 1995 točil Fischer první díl seriálu Big Ben (německy Der Bulle von Tölz) pod produkci Sat.1 a ORF, ve kterém ztvárnil hlavní postavu, komisaře Bena Berghammera. Natočil od roku 1995 do 2009 celkem 69 dílů, většina z nich vznikla v bavorském městečku Bad Tölz. V roce 1999–2005 byl hlavním představitelem seriálu Sat.1 Pašák (německy Der Pfundskerl) a od dubna 2003 do roku 2014 hrál také hlavní roli katolického faráře v televizním seriálu ARD Otec Braun (německy Pfarrer Braun).
Více než 170krát moderoval v německé televizi svůj vlastní humoristický pořad Ottis Schlachthof (1995–2012). Dne 31. července 2012 Fischer sdělil médiím, že pořad bude ukončen koncem roku 2012. Toto rozhodnutí odůvodnil svým zhoršujícím se zdravotním stavem (Parkinsonova nemoc). Dne 23. listopadu 2012 uváděl tento pořad naposledy (173. díl).
Ottfried Fischer je rozvedený a má dvě dcery.